# هانس إنغستروم
هانس إنغستروم (بالسويدية: Hans V. Engström)‏ هو ممثل سويدي، ولد في 24 فبراير 1949 في السويد، وتوفي في 13 أغسطس 2014.

## وصلات خارجية
- هانس إنغستروم على موقع IMDb (الإنجليزية)
- هانس إنغستروم على موقع قاعدة بيانات الأفلام السويدية (السويدية)
- هانس إنغستروم على موقع قاعدة بيانات الفيلم (الإنجليزية)